# Praia de Santa Maria
La praia de Santa Maria (en español: playa de Santa María) es una playa en la costa sur de la isla de Sal, Cabo Verde. Se extiende desde el centro de la ciudad de Santa Maria en el este hasta ponta do Sinó (el punto más al sur de la isla) en el suroeste. Tiene unos 2 km de largo. Junto con la praia da Ponta Preta, es la playa más popular de la ciudad y la isla.
Cada año, a mediados de septiembre, el festival de música de la isla Festival da Praia de Santa Maria tiene lugar en la playa.